# ロシア国内軍
ロシア国内軍（ロシアこくないぐん、ロシア語: Внутренние войска, ВВ, 英語: Internal Troops of the Russia））とは、ロシア内務省にかつて所属していた、ロシア国内での活動を目的とした軍事組織。公共秩序の維持、重要施設の警備等を任務とした。
活動範囲はロシア国内に限定されたが、純粋な軍事作戦を任務とした組織であり、国内軍構成員の身分は軍人であった。フランス国家憲兵隊やイタリアのカラビニエリとは異なり、犯罪捜査等には従事しなかった。上述の通りロシア内務省の指揮下にあるため、ロシア内務省軍とも呼ばれた。2016年4月5日ロシア国家親衛隊に改編されている。

## 歴史
国内軍の公式な創設日は、ロシア皇帝アレクサンドル1世の命令により、各県に国内警備大隊が編成された1811年3月27日とされている。
1918年のロシア革命後、労農国防会議は、複数の省庁に存在した全支援部隊を統合し、共和国国内警備軍を創設する決定を採択した。その後、武装警備軍、内務軍、全ロシア反革命・サボタージュ取締非常委員会軍、統合国家保安局軍、内務人民委員部（NKVD）軍と再三名称が変更された。戦後の1946年に内務人民委員部がソビエト連邦内務省に改組され、ソ連国内軍に改称された。
第二次世界大戦中、NKVD軍は、53個師団、20個旅団に達した。戦後、国内軍には、科学研究施設、原子力産業及びミサイル製造企業の警備が追加された。
平時、国内軍兵士は、災害派遣任務にも従事しており、1957年のコンビナート「マヤーク」事故、1986年のチェルノブイリ原子力発電所事故にも参加した。ソ連末期には、ナゴルノ・カラバフ自治州、フェルガナ、北オセチア、イングーシ共和国などの地において、対立両者の武装衝突の阻止、武装解除、難民の保護に従事した。
1994～1996年の第1次チェチェン戦争、1999年からの第2次チェチェン戦争では、ロシア連邦軍と共にチェチェン独立派の鎮圧に従事している。ロシア連邦成立後、戦車や武装ヘリといった一部の重装備を廃し、司法関連の任務は法務省に移管するといった改革が行われた。
プーチン大統領は2016年、国内軍を中核として大統領直属のロシア国家親衛隊を創設する大統領令に署名した。兵力35万～40万人規模とする説もある。2012年頃の報道では空挺軍や国家非常事態省の部隊まで統合する説もあったが、実際の親衛隊は17万人規模の国内軍と、内務省管轄だった諸部隊の統合にとどまった。

## 機構

### 国内軍総司令部
- 会計局
- 砲兵部
- 兵員業務局
- 法務局
- 航空局
- 戦闘訓練局
- 機材・兵器部
- 後方部
- 軍医局
- 中央スポーツ・クラブ
- 工兵局
- 組織・動員局

### 軍事行政単位
7個地域司令部（旧国内軍管区）に分かれる。
- 中央地域司令部
- 北西地域司令部
- 沿ヴォルガ地域司令部
- ウラル地域司令部
- 北カフカーズ地域司令部
- シベリア地域司令部
- 東部地域司令部

### 直轄部隊
- 独立作戦任務師団「オドン」（ОДОН）
- 技術工兵保障センター
- 中央通信拠点

### 航空隊
- 第70独立航空連隊：エルモリノ。Il-76MD、An-12BK、An-26、Mi-8MTV、Mi-26T
- 第675独立航空連隊：ニジニー・ノヴゴロド。Il-76MD、Mi-8MTV
- 第685独立航空連隊：ロストフ。Mi-8MT、Mi-26T、Mi-24P、An-26
- 第1独立航空飛行隊：ハバロフスク。An-26、Mi-8MT
- 第2独立航空飛行隊：チタ。Mi-8MT
- 第3独立航空飛行隊：ダーリニャヤ・ノーヴァヤ。Mi-8MTV;
- 第6独立航空飛行隊：クラスノダール。Mi-8MT
- 第7独立航空飛行隊：プーシキン。Mi-8MT。チカロフスキー。An-72、Tu-134A、Tu-134UBL、Tu-154B
- 第8独立航空飛行隊：エンゲリス。Mi-8MT
- 第9独立航空飛行隊：エカテリンブルク。An-26、Mi-8MT
- 第10独立航空飛行隊：ノヴォシビルスク。An-26、Mi-8MT。イルクールク。Mi-8T
- 第11独立航空飛行隊：ヴォロネジ。Mi-8MT
- 第14独立航空飛行隊：モズドク。Mi-8MT、Mi-26T、Mi-24P

## 歴代総司令官
国内軍総司令官は、内務次官を兼任する。
| 職名     | 氏名                           | 階級     | 在任期間 | 出身校                   | 前職                             |
| -------- | ------------------------------ | -------- | -------- | ------------------------ | -------------------------------- |
| 総司令官 | ヴャチェスラフ・オフチンニコフ | 大将     | ?-2000.1 |                          |                                  |
| 総司令官 | ヴャチェスラフ・チホミロフ     | 大将     | 2000.1-? |                          |                                  |
| 総司令官 | ニコライ・ロゴシュキン         | 上級大将 | ?-       | ハリコフ高等戦車指揮学校 | 国内軍参謀総長                   |
| 総司令官 | ヴィクトル・ゾロトフ           | 上級大将 | ?-2016.4 |                          | 連邦警護庁次官兼大統領警護責任者 |

## 類似組織
- 国内軍
  - ベラルーシ国内軍
  - トルクメニスタン国内軍
  - カザフスタン国内軍
  - キルギス国内軍
  - ウクライナ国内軍
  - グルジア国内軍
  - アルメニア国内軍